# Air Anglia
Air Anglia fue una aerolínea regional británica de propiedad totalmente privada, independiente, formada en el Aeropuerto Internacional de Norwich en 1970. Creada como resultado de una fusión de tres operadores más pequeños, la nueva entidad se convirtió en una importante aerolínea regional programada durante la década de 1970, sirviendo a la mitad oriental de Gran Bretaña. En 1980 Air Anglia se fusionó con tres rivales regionales para formar Air UK. 

## Historia
Air Anglia fue el resultado de una fusión tripartita en 1970 entre Anglian Air Charter, Norfolk Airways y Rig Air, tres operadores locales de taxi aéreo con sede en el este de Inglaterra. La nueva aerolínea estableció su sede corporativa, así como su principal base operativa y de ingeniería, en el recién creado aeropuerto de Norwich, en Anglia Oriental. En el momento de su constitución, Norwich Union se convirtió en su accionista mayoritario.
Air Anglia se consolidó como un importante operador regional de vuelos regulares, así como uno de los principales operadores de aviones de ala fija que apoyaban a la industria británica del petróleo y el gas en el Mar del Norte durante la década de 1970.
En 1980, Air Anglia se fusionó con British Island Airways (BIA), Air Wales y Air Westward para formar Air UK, en aquel momento la mayor aerolínea regional del Reino Unido y su tercer operador regular más grande.

### Desarrollo comercial
Air Anglia inició sus operaciones con una pequeña flota de aviones de pasajeros Douglas DC-3 "Dakota" con motor de pistón, así como con varias aeronaves más pequeñas, de tipo "ejecutivo", heredadas de sus predecesoras. Con estas aeronaves, operaba principalmente vuelos de apoyo a la industria del petróleo y el gas desde Norwich y Aberdeen, así como desde el aeropuerto de Humberside.
En 1971, inició vuelos nacionales desde Norwich a Liverpool, Newcastle, Mánchester, Edimburgo y Aberdeen; y un servicio internacional a Dublín.
En 1974, Air Anglia incorporó un par de turbohélices Fokker F27 Friendship a su flota. La incorporación de estos turbohélices a la flota de la aerolínea coincidió con el lanzamiento de los primeros servicios regulares anuales de la compañía desde su base de Norwich a Aberdeen, pasando por Humberside y Teesside, y de Norwich a Ámsterdam. Los servicios regulares entre Norwich, Humberside, Teesside y Aberdeen permitieron a Air Anglia explotar comercialmente los vuelos regulares de posicionamiento que venía operando entre estos puntos desde su creación. Los viajeros de negocios relacionados con la industria del petróleo y el gas representaban una gran proporción de este tráfico. El lanzamiento del primer servicio regular internacional de Air Anglia a Ámsterdam también impulsó la firma de un acuerdo de comercialización conjunto con la aerolínea de bandera neerlandesa KLM, en aquel momento el mayor operador residente y la aerolínea regular dominante en el Aeropuerto de Ámsterdam-Schiphol. En virtud de este acuerdo, KLM acordó alojar en su sistema de reservas el nuevo servicio regular Norwich-Ámsterdam de Air Anglia, así como cualquier servicio regular lanzado posteriormente que conectara aeropuertos regionales del Reino Unido no operados por el grupo KLM . Esto proporcionó a las agencias de viajes de todo el mundo acceso instantáneo a los vuelos de conexión de Air Anglia hacia/desde Ámsterdam a través del Sistema de Distribución Global de KLM, lo que permitió a Air Anglia mejorar su carga de pasajeros en estos servicios, además de ayudar a KLM a impulsar su carga de larga distancia al proporcionarle tráfico de transferencia adicional desde las regiones del Reino Unido a su base de Schiphol.
Además de estos servicios regulares durante todo el año, Air Anglia también operaba vuelos regulares de temporada, exclusivamente en verano, desde Norwich, Humberside y Aberdeen a Jersey. El servicio regular estacional de Air Anglia entre Aberdeen y Jersey fue la operación regular sin escalas más larga con un avión turbohélice en las Islas Británicas en aquel momento; el tiempo de vuelo programado del F27 en esa ruta era de 2 horas y 45 minutos.
La incorporación de más turbohélices Fokker F27 a la flota de la aerolínea durante los años siguientes dio lugar a la introducción de servicios regulares durante todo el año desde Aberdeen, Edimburgo, Humberside y Leeds/Bradford a Ámsterdam, así como desde Edimburgo, vía Leeds, a París-Orly y desde Aberdeen a Stavanger y Bergen.
Durante la segunda mitad de la década de 1970, Air Anglia también incorporó a su flota un par de aviones ejecutivos Piper PA-31 Navajo. Una de estas aeronaves se utilizó para lanzar un nuevo servicio regular anual de travesía que unía la base de la aerolínea en Norwich con Newquay, en el suroeste de Inglaterra, vía Birmingham, en la región central inglesa, y Swansea, en Gales.
En 1979, Air Anglia lanzó un servicio regular anual que unía Londres-Gatwick con Leeds y amplió sus servicios nacionales regulares anuales a Londres-Stansted. En 1979, Air Anglia inauguró su primer avión a reacción en su flota, con operaciones diarias y regulares durante todo el año entre Aberdeen, Edimburgo y Ámsterdam, así como entre Aberdeen, Newcastle y París-Orly, y Edimburgo, Leeds y París-Orly, con dos nuevos Fokker F28 Fellowship de la serie 4000.
En el momento de la fusión de Air Anglia con BIA, Air Wales y Air Westward para formar Air UK en enero de 1980, su flota principal constaba de dos aviones Fokker F28 Fellowship y diez turbohélices Fokker F27 Friendship. Esta flota principal se complementó con capacidad adicional de turbohélices alquilada temporalmente a otros operadores, como British Midland, durante la temporada alta de viajes de verano, así como durante los períodos en que su propia flota se encontraba en mantenimiento.
Air Anglia esperaba que la fusión con BIA, Air Wales y Air Westward para formar Air UK mejorara su posición competitiva frente a sus rivales, proporcionándole una red más amplia que cubriera todo el Reino Unido. Esto se lograría combinando los servicios regulares anuales de Air Anglia, que conectan importantes centros de la industria del petróleo y el gas en la mitad oriental de Gran Bretaña, con las operaciones regulares de BIA en la mitad occidental de las Islas Británicas. Esto, a su vez, supondría una importante ventaja de marketing sobre sus competidores. Air Anglia también esperaba que esto se tradujera en un mejor rendimiento financiero, al permitir a la nueva aerolínea aprovechar las mayores economías de escala resultantes, lo que le permitiría distribuir sus costes fijos entre un mayor nivel de actividad. Además, la fusión de Air Anglia con BIA, una filial propiedad al 100% de British and Commonwealth (B&C), brindó a Norwich Union la oportunidad de vender su participación en Air Anglia a B&C.

## Antiguos destinos
| Países       | Destinos            | Aeropuertos                                          |
| ------------ | ------------------- | ---------------------------------------------------- |
| Francia      | París               | Aeropuerto de París-Orly                             |
| Irlanda      | Dublín              | Aeropuerto de Dublín                                 |
| Jersey       | Jersey              | Aeropuerto de Jersey                                 |
| Noruega      | Bergen              | Aeropuerto de Bergen-Flesland                        |
| Noruega      | Stavanger           | Aeropuerto de Stavanger-Sola                         |
| Países Bajos | Ámsterdam           | Aeropuerto de Ámsterdam-Schiphol                     |
| Reino Unido  | Aberdeen            | Aeropuerto de Aberdeen                               |
| Reino Unido  | Birmingham          | Aeropuerto Internacional de Birmingham-West Midlands |
| Reino Unido  | Edimburgo           | Aeropuerto de Edimburgo                              |
| Reino Unido  | Leeds/Bradford      | Aeropuerto Internacional de Leeds Bradford           |
| Reino Unido  | Lincolnshire        | Aeropuerto de Humberside                             |
| Reino Unido  | Liverpool           | Aeropuerto de Liverpool                              |
| Reino Unido  | Londres             | Aeropuerto de Londres-Gatwick                        |
| Reino Unido  | Londres             | Aeropuerto de Londres-Stansted                       |
| Reino Unido  | Mánchester          | Aeropuerto de Mánchester                             |
| Reino Unido  | Newquay             | Aeropuerto de Newquay Cornwall                       |
| Reino Unido  | Newcastle upon Tyne | Aeropuerto de Newcastle upon Tyne                    |
| Reino Unido  | Norwich             | Aeropuerto Internacional de Norwich                  |
| Reino Unido  | Swansea             | Aeropuerto de Swansea                                |
| Reino Unido  | Teesside            | Aeropuerto Internacional de Teesside                 |

## Flota histórica
Air Anglia operó durante su existencia las siguientes aeronaves
| Aeronaves                         | Total | Introducido | Retirado | Matrículas |
| --------------------------------- | ----- | ----------- | -------- | --- |
| Armstrong Whitworth AW.660 Argosy | 2     | 1975        | 1976     | G-APRL y G-AZHN                                                                                               |
| Beechcraft Musketeer              | 1     | 1974        | 1980     | G-ASBB |
| Douglas DC-3                      | 3     | 1970        | c. 1973  | G-AGJV, G-ANTD y G-AMPZ                                                                                       |
| Embraer EMB 110 Bandeirante       | 2     | 1979        | 1980     | G-BGYS y G-BGYT                                                                                               |
| Fokker F27 Friendship             | 12    | 1971        | 1980     | G-SPUD, G-STAN, G-BCDN, G-BAUR, G-BLGW, G-BDVS, G-BDVT, G-BCDO, PH-ARO (rrg. G-BFDS), G-BDDH, G-BAKL y PH-FPR |
| Fokker F28 Fellowship             | 4     | 1978        | 1980     | PH-MOL, PH-BBV, G-WWJC y G-JCWW                                                                               |
| Handley Page Dart Herald          | 2     | 1975        | 1977     | G-BCWE y G-ASVO                                                                                               |
| Piper PA-23 Aztec                 | 1     | 1971        | 1978     | G-AYTP |
| Piper PA-31 Navajo                | 3     | 1977        | 1980     | G-BMIN, G-AYEI y G-BEOU                                                                                       |
| Vickers Viscount                  | 1     | 1973        | 1973     | G-AZLP |